# Бреаза (Бистрица-Насауд)
Бреаза (рум. Breaza) насеље је у Румунији у округу Бистрица-Насауд у општини Негрилешти. Oпштина се налази на надморској висини од 515 m.

## Становништво
Према подацима из 2002. године у насељу је живело 1022 становника, од којих су сви румунске националности.